# 任濬
任濬（1595年—？），字海王，號汶水，山東省青州府益都縣（今山東省青州市）人，明末清初政治人物，順治朝官至刑部尚書。

## 生平
年三十，中天启四年（1624年）甲子科山东乡试舉人，崇禎四年（1631年），登辛未科進士，授芮城縣知縣，六年调榆次縣知縣，本省同考，九年升礼部祠祭司主事，十一年考选为广东道御史，管理城工，改蘇松巡按御史，又特任为河南巡按御史，固守開封城，腿部被击中铅弹，得告旋歸里。無何，復任右僉都御史，河南總督，在長垣縣遇寇被俘，兵刃划額，血流满面，死而復苏，後乘間逃歸家鄉。明亡后降清，授戶部右侍郎督理錢法，丁母艱，服闋，補原官，尋轉左侍郎，總督倉場。順治八年，授右都御史。順治十一年，改刑部尚書。以勞瘁遘疾，得旨致仕，尋卒。